# Senkevichite
La senkevichite è un minerale isostrutturale con la tinaksite e la tokkoite.